# Wadsworth (Kansas)
Pour les articles homonymes, voir Wadsworth.
Wadsworth est une communauté non incorporée située dans le comté de Leavenworth au Kansas.
Elle fait partie de l'aire urbaine de Kansas City.
Un établissement pour soldats volontaires invalides (« National Home for Disabled Volunteer Soldiers » y a été construit en 1885 et a été utilisé jusqu'en 1930. Un bureau de poste nommé National Military Home y a été ouvert en 1886.